# Corry Tendeloo
Corry Tendeloo (née le 3 septembre 1897 à Tebing Tinggi et morte le 18 octobre 1956 à Wassenaar) est une avocate et femme politique néerlandaise.

## Biographie

### Enfance et formation
Corry Tendeloo est née à Tebing Tinggi, alors faisant partie des Indes orientales néerlandaises.
Alors qu'elle a 5 ans, elle déménage avec ses parents aux Pays-Bas.

### Carrière
En mars 1955, Tendeloo, alors députée, a porté le débat sur l'égalité salariale entre les hommes et les femmes à la Chambre des représentants. Dans une tribune publiée dans le journal social-démocrate Het Vrije Volk, elle rappelle que le mouvement de défense des droits des femmes a commencé à plaider en faveur de l'égalité salariale en 1898 et fait valoir ses arguments auprès de la Société des Nations et, enfin, de l'Organisation internationale du travail, qui a adopté en 1951 la Convention sur l'égalité de rémunération,
Le gouvernement néerlandais accepte le principe de l'égalité de rémunération, mais s'oppose à la ratification et à l'application de la convention au motif que l'écart de rémunération de 30 % devait être comblé au fil du temps et non d'un seul coup. Corry Tendeloo fait valoir que la convention n'exige pas la suppression immédiate de l'écart de rémunération. Elle et trois autres femmes membres de la chambre conviennent avec le gouvernement que l'introduction doit être progressive :  Tendeloo a alors suggéré une période de huit ans.